# Typhonia fibriculatella
Typhonia fibriculatella is een vlinder uit de familie zakjesdragers (Psychidae). De wetenschappelijke naam van deze soort is voor het eerst geldig gepubliceerd in 1956 door Viette.